# Richardton
Richardton é uma cidade localizada no estado norte-americano de Dacota do Norte, no Condado de Stark.

## Demografia
Segundo o censo norte-americano de 2000, a sua população era de 619 habitantes.
Em 2006, foi estimada uma população de 574, um decréscimo de 45 (-7.3%).

## Geografia
De acordo com o United States Census Bureau tem uma área de
1,0 km², dos quais 1,0 km² cobertos por terra e 0,0 km² cobertos por água. Richardton localiza-se a aproximadamente 751 m acima do nível do mar.

## Localidades na vizinhança
O diagrama seguinte representa as localidades num raio de 36 km ao redor de Richardton.